# Lingua venedica
Il venedico (nome nativo wenedyk; da non confondersi con il venetico) è una lingua artificiale artistica di tipo naturalistico creata nel 2002 dal traduttore olandese Jan van Steenbergen e utilizzata nella storia alternativa Ill Bethisad, in cui rappresenta una delle lingue ufficiali della Repubblica delle Due Corone.
Ufficialmente, il venedico è una lingua romanza discendente dal latino volgare con una forte impronta slava, basata sulla premessa che l'Impero romano incorporò nel proprio dominio le terre dell'attuale regione polacca. In realtà quello di Steenbergen è un tentativo di mostrare come sarebbe stato il polacco se, anziché una lingua slava, fosse stato una lingua romanza.
L'idea per la realizzazione di questa lingua fu ispirata da idiomi come il brithenig, il breathanach e il kerno. La lingua in sé è basata interamente sul latino (volgare) e il polacco: tutte le variazioni fonologiche, morfologiche e sintattiche che dallo slavo comune hanno portato al polacco sono state applicate al latino volgare.
Il vocabolario della lingua si aggira attorno alle 3000 parole.
Estratto: Il Padre Nostro:
Potrze nostry, kwały jesz en czałór, sąciewkaty si twej numię.
Owień twej rzeń.
Foca si twa włątać, komód en czału szyk i sur cierze.
Da nów odzej nostry pań kocidzany.
I dziemieć nów nostrze dziewta, komód i nu dziemiećmy swór dziewtorzór.
I nie endycz nosz en ciętaceń, uta liwra nosz dzie mału.
Nąk twie są rzeń i pociestać i głurza, o siąprz. Amen.
Siccome venedico è una lingua romanza, ci sono molte similarità tra le parole venediche e italiane. Per esempio: czałór = "cielo", sąciewkaty = "santificato", włątać = "volontà", dziewta = "debiti", ciętaceń = "tentazione".

## Morfosintassi

### Articolo
A differenza di tutte le altre lingue romanze (incluse lingue artificiali come l'esperanto o l'ido), il venedico non ha articolo. Questa caratteristica può essere fatta risalire all'assenza totale di articoli sia nello slavo comune che nel polacco, ma trova riscontro anche nel latino volgare, che a differenza delle altre lingue romanze, non mostra altro che una rudimentale tendenza ad utilizzare i pronomi dimostrativi come articoli.

### Nome
Il venedico declina il nome in tre casi: il caso diretto, il genitivo e il dativo. Gran parte delle funzioni relative al caso ablativo vengono infatti adottate dal genitivo. Alcuni nomi tuttavia mantengono anche un caso vocativo: parole come Dziew "Dio" > Dziewu, fil "ragazzo" > file, poterz "padre" > potrze.
Vi sono inoltre tre generi: maschile, femminile e neutro, e quattro declinazioni.
La prima declinazione è comune a tutte le parole e consiste nel finale -a. In genere tutti i termini sono al femminile. Se però viene indicata una persona di sesso maschile si usa il maschile. Questa declinazione corrisponde alla prima declinazione latina.
| I        | roza "rosa" | roza "rosa" | jekuna "donna" | jekuna "donna" |
| -------- | ----------- | ----------- | -------------- | -------------- |
|          | singolare   | plurale     | singolare      | plurale        |
| diretto  | roza        | rozie       | jekuna         | jekunie        |
| genitivo | rozie       | rozar       | jekunie        | jekunar        |
| dativo   | rozie       | roziew      | jekunie        | fiemniew       |

La seconda declinazione si applica al maschile e ad alcune parole femminili terminanti per consonante dura, più un esiguo numero di parole terminanti per consonante morbida. Gran parte delle parole di questa declinazione deriva da parole latine con il finale -us che altrimenti appartengono alla seconda o alla quarta declinazione.
| II       | dom "casa" | dom "casa" | jań "agnello" | jań "agnello" |
| -------- | ---------- | ---------- | ------------- | ------------- |
|          | singolare  | plurale    | singolare     | plurale       |
| diretto  | dom        | domie      | jań           | janie         |
| genitivo | domu       | domór      | janie         | janiór        |
| dativo   | domi       | domiew     | jani          | janiew        |

La seconda declinazione include anche nomi neutri derivati dal latino con terminazione in -um. Possono essere distinti da altri nomi della stessa declinazione dal finale -a nel diretto plurale.
| II       | wad "viale" | wad "viale" | mużej "museo" | mużej "museo" |
| -------- | ----------- | ----------- | ------------- | ------------- |
|          | singolare   | plurale     | singolare     | plurale       |
| diretto  | wad         | wada        | mużej         | mużeja        |
| genitivo | wadu        | wadór       | mużeje        | mużejór       |
| dativo   | wadzi       | wadziew     | mużei         | mużejew       |

La terza declinazione include la maggior parte dei nomi maschili, femminili e neutri che si concludono con una consonante morbida, alcuni nomi che si concludono con una consonante dura ed alcuni casi particolari. Corrisponde alla terza declinazione del latino.
| III      | noc "notte" | noc "notte" | męć "montagna" | męć "montagna" | kród "cuore" | kród "cuore" |
| -------- | ----------- | ----------- | -------------- | -------------- | ------------ | ------------ |
|          | singolare   | plurale     | singolare      | plurale        | singolare    | plurale      |
| diretto  | noc         | noce        | męć            | męcie          | kród         | krodza       |
| genitivo | noce        | nocy        | męcie          | męci           | krodzie      | krodzy       |
| dativo   | nocy        | nocew       | męci           | męciew         | krodzi       | krodziew     |

Casi speciali senza la terza declinazione sono i nomi neutri con finali in -mię/-mni e -u/-rzy.
La quarta declinazione corrisponde alla quinta declinazione latina. Ne fanno parte alcune parole maschili e femminili terminanti in -ej.
| IV       | dzej "giorno" | dzej "giorno" |
| -------- | ------------- | ------------- |
|          | singolare     | plurale       |
| diretto  | dzej          | dzeje         |
| genitivo | dzei          | dzejór        |
| dativo   | dzei          | dzejew        |

## Sistema di scrittura
Il venedico utilizza l'alfabeto polacco, che consiste nelle 32 lettere seguenti:

A Ą B C Ć D E Ę F G H I J K L Ł M N Ń O Ó P R S Ś T U W Y Z Ź Ż
Inoltre, vi sono sette serie di digrammi consonantici "fissi":

Ch Cz Dz Dź Dż Rz Sz

### Accento
L'accento viene quasi sempre posto sulla penultima sillaba della parola. La combinazione di una proposizione con un pronome viene trattata come una singola parola: quando il secondo consiste di una sola sillaba, la preposizione viene accentata, altrimenti rimane non accentata.